# Камбре
Камбре́ (фр. Cambrai, пикард. Kimbré) — город и коммуна на севере Франции, регион О-де-Франс, департамент Нор, центр одноименного кантона. Город расположен на реке Шельда в 52 км от Лилля и 36 км от Арраса. В центре коммуны находится железнодорожная станция Камбре линий Камбре-Дуэ и Бюзиньи-Сомен.
Население (2017) — 32 558 человек.

## История
Впервые римская колония Cameracum, располагавшаяся на месте нынешнего Камбре, упоминается в римской Пейтингеровой таблице (Tabula Peutingeriana) IV века. Город входил в состав территории, на которой проживало (по одним данным — германское, по другим — кельтское) племя нервиев. В середине IV века, после серии набегов франков, римляне построили цепь фортов вдоль дороги, идущей от Кёльна через Баве к Булони. Одним из таких фортов стал Камбре, что придало ему важное стратегическое значение. В середине V века город стал столицей нервиев вместо Баве, разрушенного франками. Приблизительно в это же время в эти места пришло христианство, было образовано одноимённое епископство.
Камбре превратился в преуспевающий город в период Меровингов, когда епископства Арраса и Камбре были объединены с центром в последнем. По Верденскому договору 843 года Камбре вошёл в состав королевства Лотарингия. После смерти в 869 году короля Лотаря II, не оставившего детей, король западных франков Карл II Лысый решил захватить его владения, вследствие чего Камбре на короткий период вошёл в состав Западно-Франкского королевства. В 925 году король Генрих I Птицелов отбил у парижского короля территорию Лотарингии, и Камбре стал принадлежать Священной Римской империи вплоть до 1677 года, когда был захвачен Людовиком XIV.
В Средние века регион вокруг Камбре, т. н. Камбрези, получил статус графства. Распри между графом и епископом Камбре вынудили императора Оттона I в 948 году передать епископу власть над городом; в 1007 году император Генрих II распространил власть епископа на всю территорию Камбрези, что дало епископству Камбре статус независимого государства в составе империи.
В 958 году в Камбре была образована одна из первых в Европе коммун. Горожане неоднократно восставали против власти епископа, эти восстания подавлялись, и в 1226 году жители Камбре отказались от своих прав и признали власть епископа в обмен на сохранение некоторой свободы в управлении городом.
В 1339 году, в самом начале Столетней войны английский король Эдуард III осадил город, но взять его не смог. К середине XV века территорию епископства со всех сторон окружали земли герцогства Бургундского, и Жан Бургундский, незаконнорожденный сын герцога Жана Бесстрашного, был назначен епископом Камбре. Неизбежное поглощение Камбре Бургундией предотвратила только внезапная гибель герцога Карла Смелого в 1477 году. Людовик XI не упустил возможности захватить Камбре, но через год был вынужден его оставить.
Когда экономическим центром северной Европы стал Брюгге, экономический и культурный рост Камбре замедлился. Однако, благодаря своему нейтралитету и расположению на границе Франции и империи Габсбургов, Камбре неоднократно был местом проведения важных переговоров. В 1508 году была образована т. н. Камбрейская лига, альянс, сформированный папой Юлием II против Венецианской республики. Альянс прекратил своё существование в 1510 году, когда папа и Венеция объединились против Франции. Конфликт вылился в т. н. Войну Камбрейской лиги, продолжавшуюся с 1508 по 1515 годы. Камбре также в 1529 году стал местом проведения переговоров, следствием которых стал выход Франции из Войны Коньякской лиги.
В 1543 году Камбре был захвачен императором Карлом V. По его приказу средневековый монастырь был разрушен, и на его месте построена цитадель.
В 1677 году король Людовик XIV в процессе укрепления границ Франции решил захватить Камбре и лично возглавил его осаду. Город был взят 19 апреля 1677 года. По Нимвегенскому договору 1678 года Испания отказалась от прав на Камбре, и с тех пор он принадлежит Франции.
Во время Великой французской революции многие знатные горожане были казнены, а религиозные здания снесены: в 1797 году здание старого кафедрального собора Камбре было продано одному торговцу, который разобрал его на камни. Уцелела только главная башня, но в 1809 году она была разрушена ураганом.
В августе 1914 года, во время Первой мировой войны, был оккупирован немцами. В районе города, в сражении 20 ноября—6 декабря 1917 года, английское командование впервые применило массированную атаку танками (476 единиц) для прорыва германской позиционной обороны (см. Битва при Камбре (1917); Танки при Камбре).

## Достопримечательности
- Кафедральный собор Нотр-Дам де Грас (фр.), резиденция архиепископа Камбре, в классическом стиле. Основное здание собора относится к 1703 году, башня была восстановлена после разрушения в 1876 году. В соборе находится гробница епископа Камбре Франсуа Фенелона, писателя и воспитателя внуков короля Людовика XIV, а также известная икона, т. н. «Камбрейская Мадонна»
- Церковь Сен-Жери (фр.) XVII—XVIII веков в классическом стиле с картиной Рубенса «Погребение»
- Беффруа Камбре (фр.) XVI века, бывшая башня церкви Святого Мартина. Входит в состав Всемирного наследия ЮНЕСКО
- Здание мэрии (ратуши) 1930-х годов с колокольней. На колокольне установлены статуи Мартена и Мартины (фр.), символов Камбре
- Остатки фортификационных укреплений и крепостной стены: цитадель, Парижские ворота (фр.), ворота Нотр-Дам (фр.), башня Сен-Фиакр (фр.), башня Аркет (фр.)
- Шато де Сель (фр.), форт XI века

## Экономика
Транспортный узел. Развито производство кружев, батиста, трикотажа, а также изделий из них (главным образом белья).
Структура занятости населения:
- сельское хозяйство — 0,4 %
- промышленность — 7,4 %
- строительство — 4,6 %
- торговля, транспорт и сфера услуг — 42,9 %
- государственные и муниципальные службы — 44,8 %

Уровень безработицы (2017) — 24,3 % (Франция в целом — 13,4 %, департамент Нор — 17,6 %). 

Среднегодовой доход на 1 человека, евро (2017) — 17 990 (Франция в целом — 21 110, департамент Нор — 19 490).

## Демография
Динамика численности населения, чел.

## Администрация
Пост мэра Камбре с 1992 занимает член партии «Вставай, Франция», входящей в состав блока Союз демократов и независимых, бывший депутат Национального собрания Франции Франсуа-Ксавье Виллен (François-Xavier Villain). На муниципальных выборах 2020 года возглавляемый им правый список одержал победу в 1-м туре, получив 56,34 % голосов.
| Период | Период | Фамилия               | Партия                                                              | Примечания                                                                                   |
| ------ | ------ | --------------------- | ------------------------------------------------------------------- | -------------------------------------------------------------------------------------------- |
| 1945   | 1977   | Раймон Жемес          | Французская секция Рабочего интернационала, Социалистическая партия | столяр-краснодеревщик, депутат Национального собрания, член Генерального совета департамента |
| 1977   | 1992   | Жак Лежандр           | Объединение в поддержку Республики                                  | профессор литературы, сенатор, депутат Национального собрания                                |
| 1992   |        | Франсуа-Ксавье Виллен | Разные правые, Союз демократов и независимых                        | адвокат, вице-президент Генерального совета департамента, депутат Национального собрания     |

## Города-побратимы
- Пушкин, Россия
- Хоуме, штат Луизиана, США
- Шатоге, Квебек, Канада
- Камп-Линтфорт, Германия
- Эстергом, Венгрия
- Грейвсенд, Великобритания

## Галерея

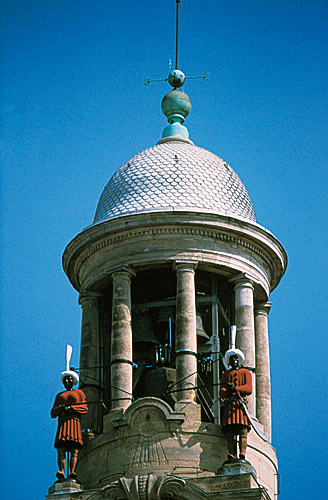
Колокольня мэрии с фигурами Мартена и Мартины
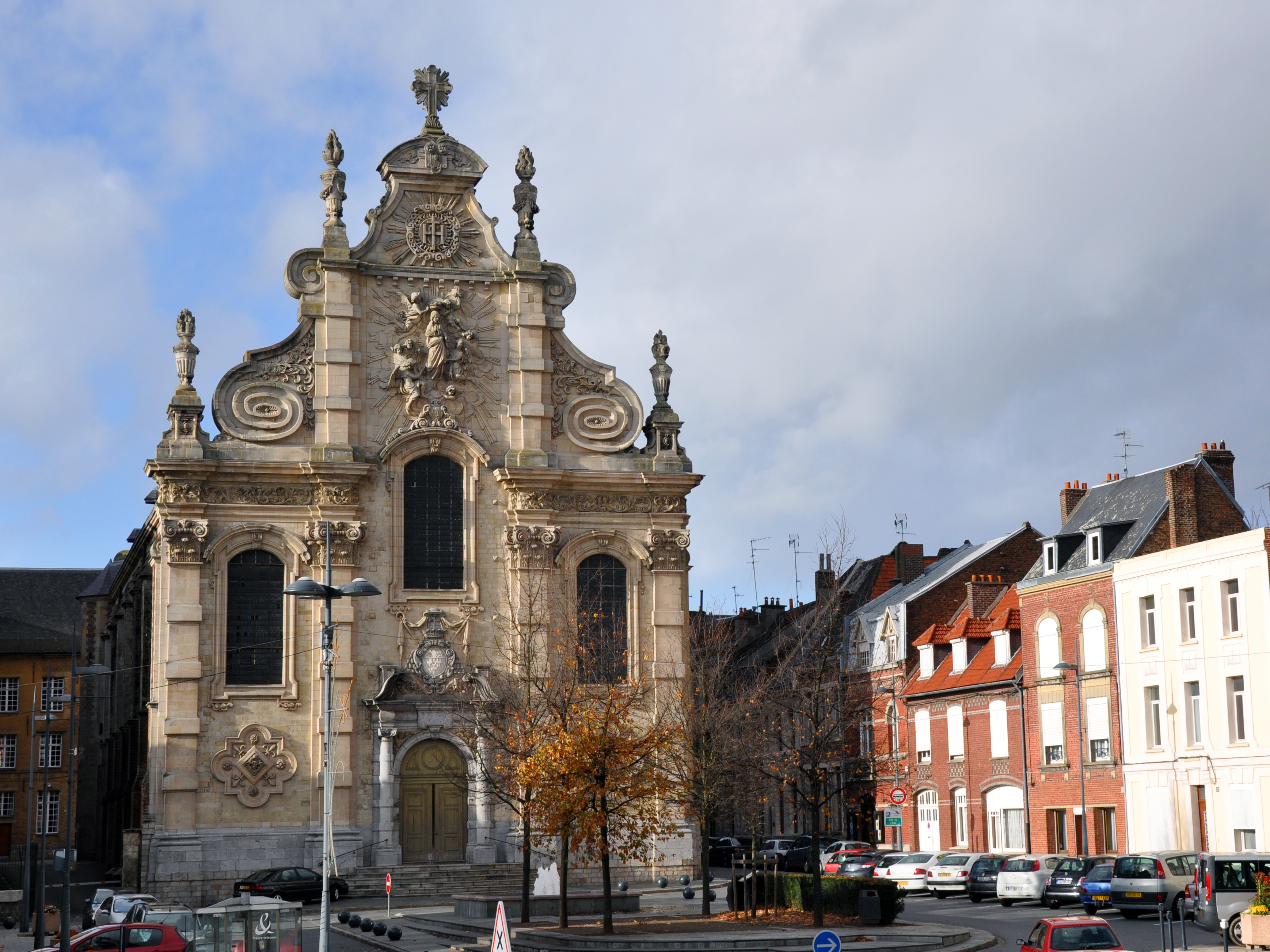
Иезуитский колледж
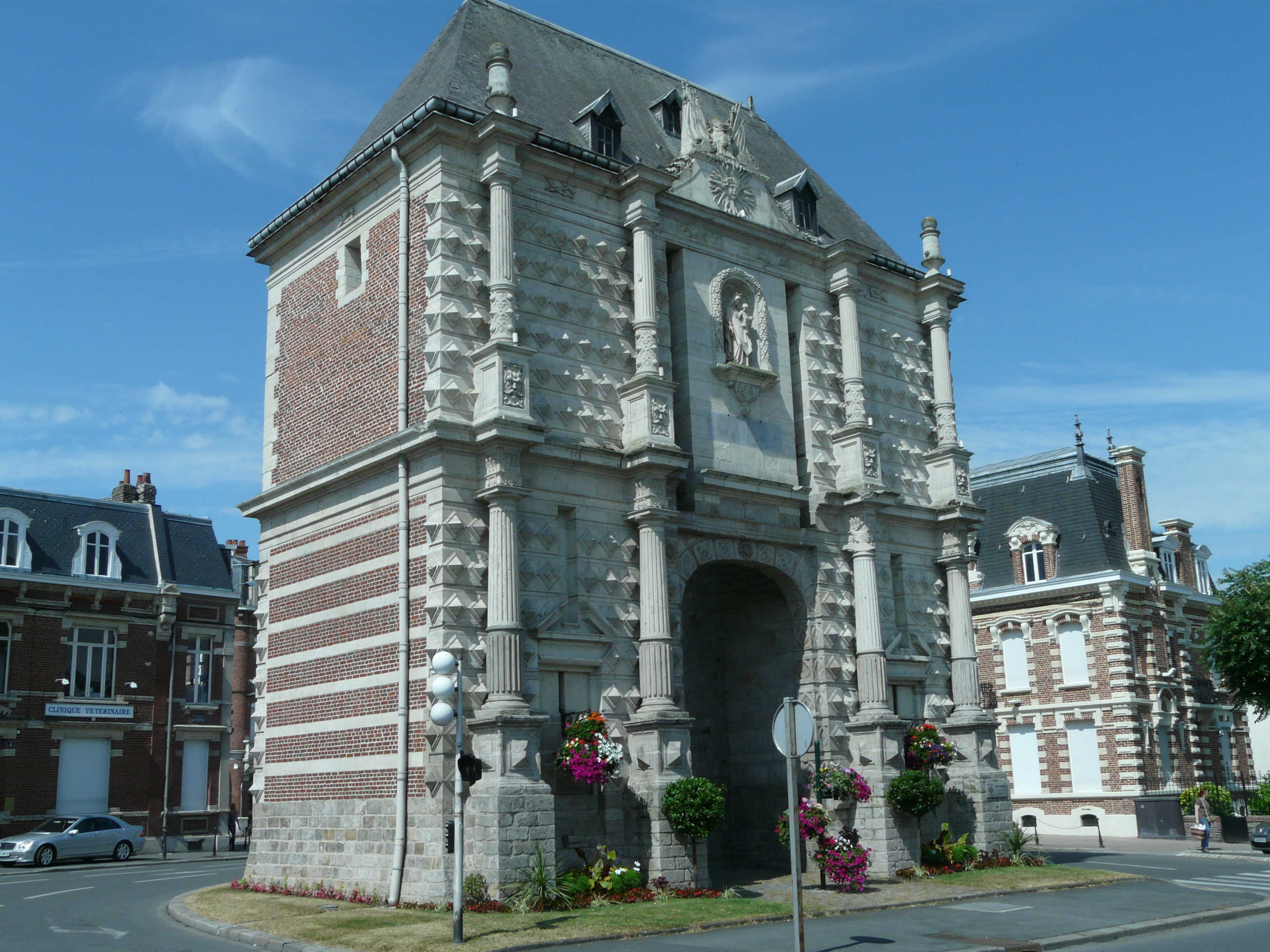
Ворота Нотр-Дам
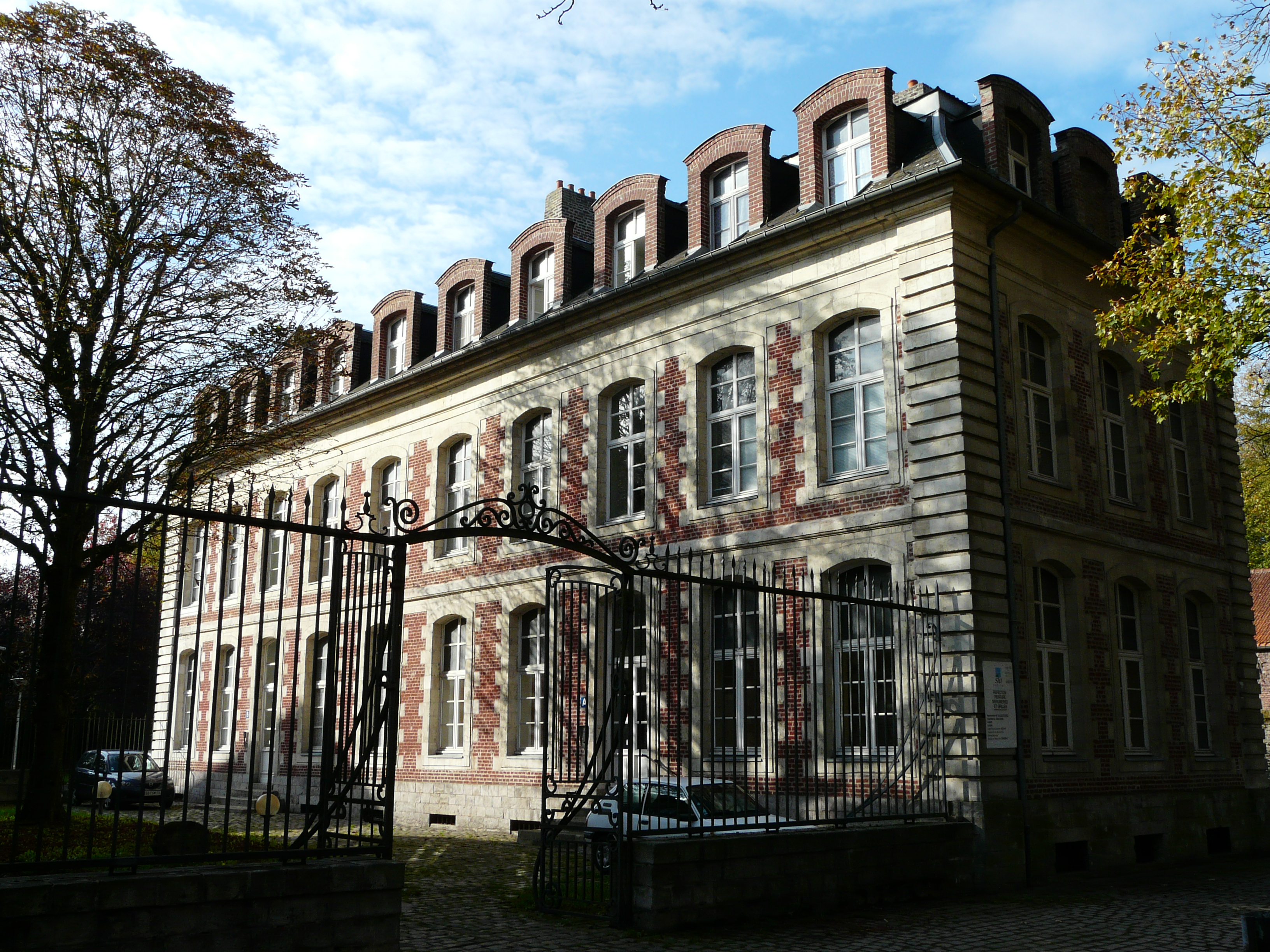
Цитадель
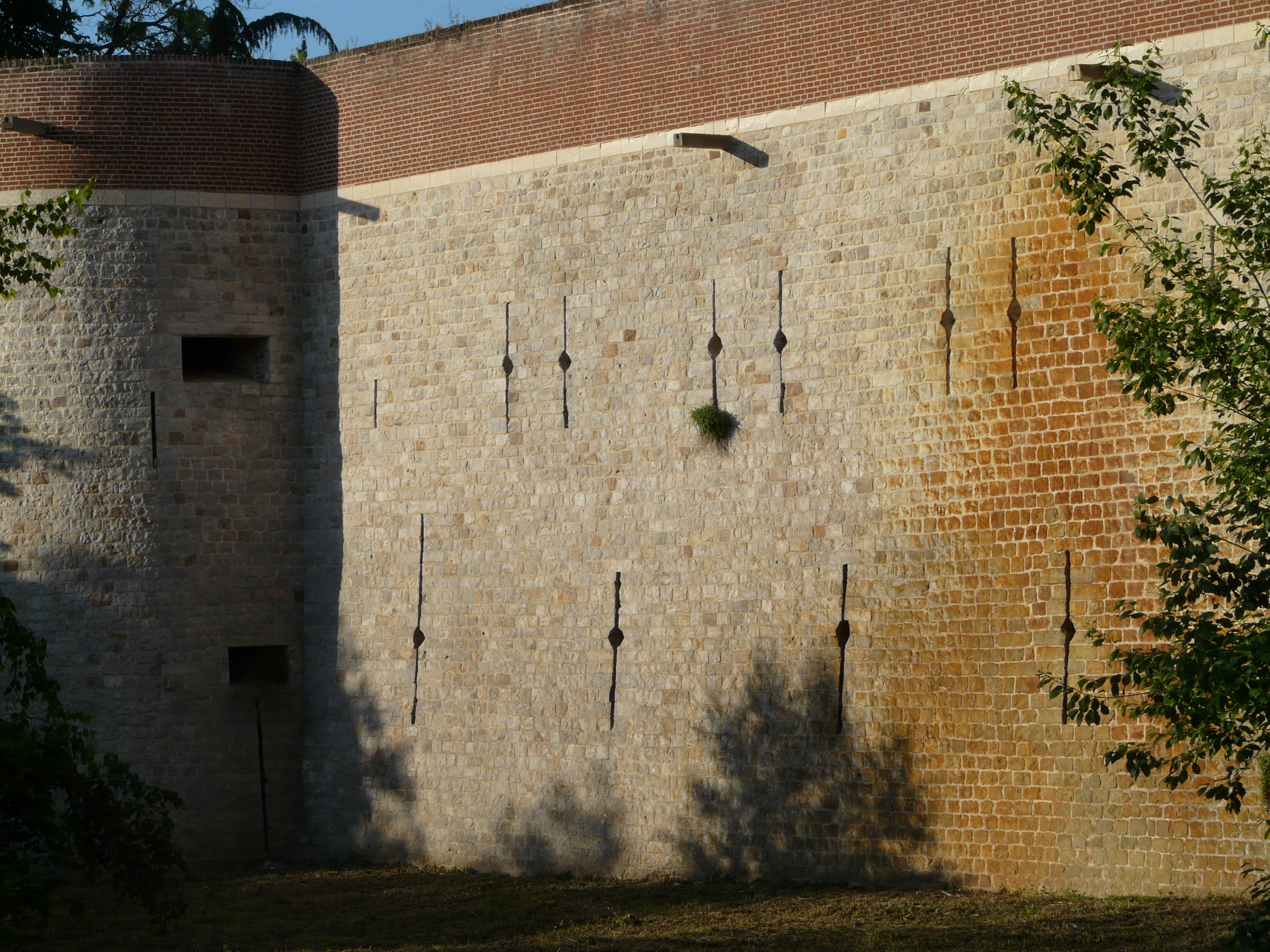
Шато де Сель
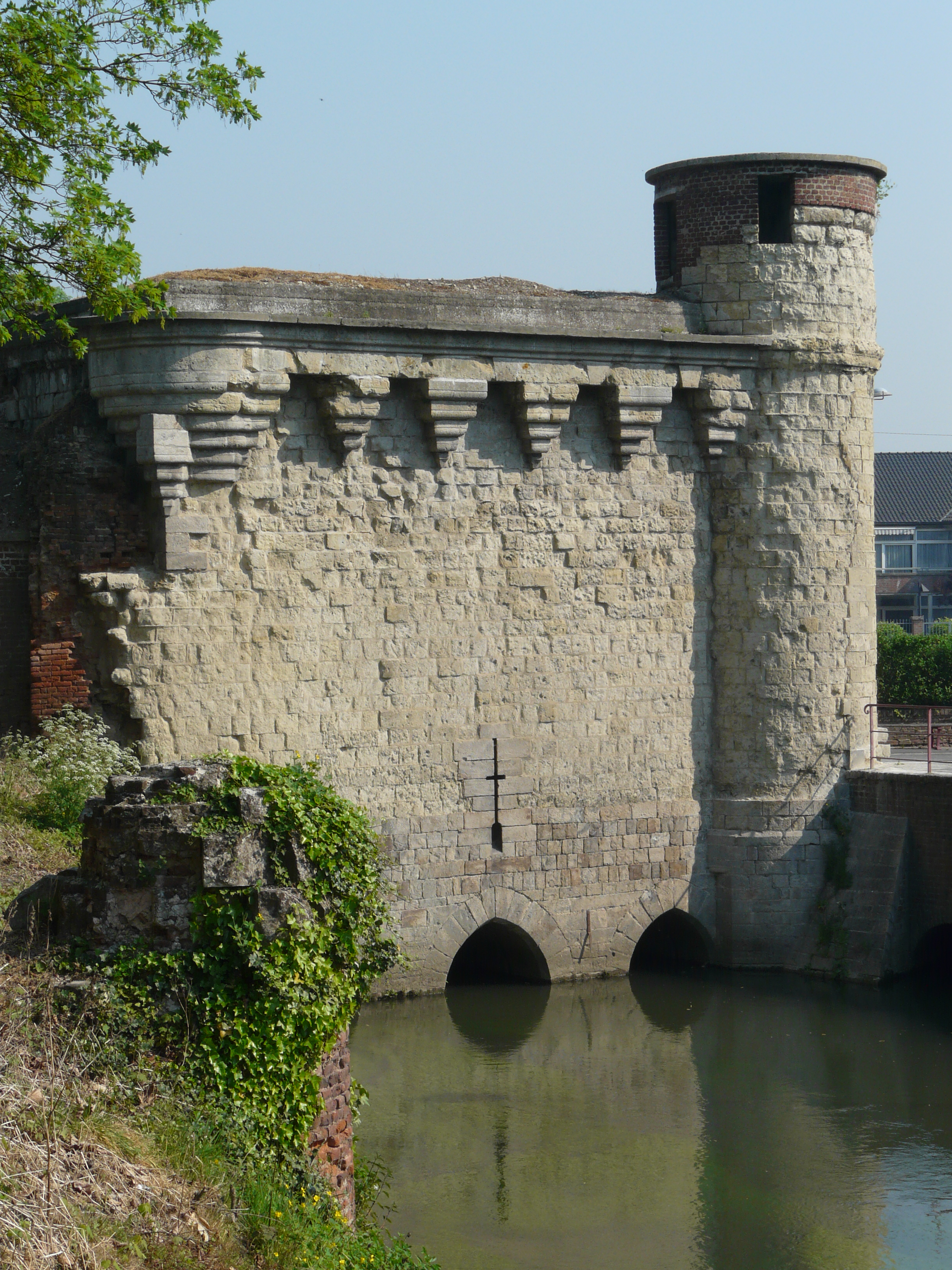
Башня Аркет
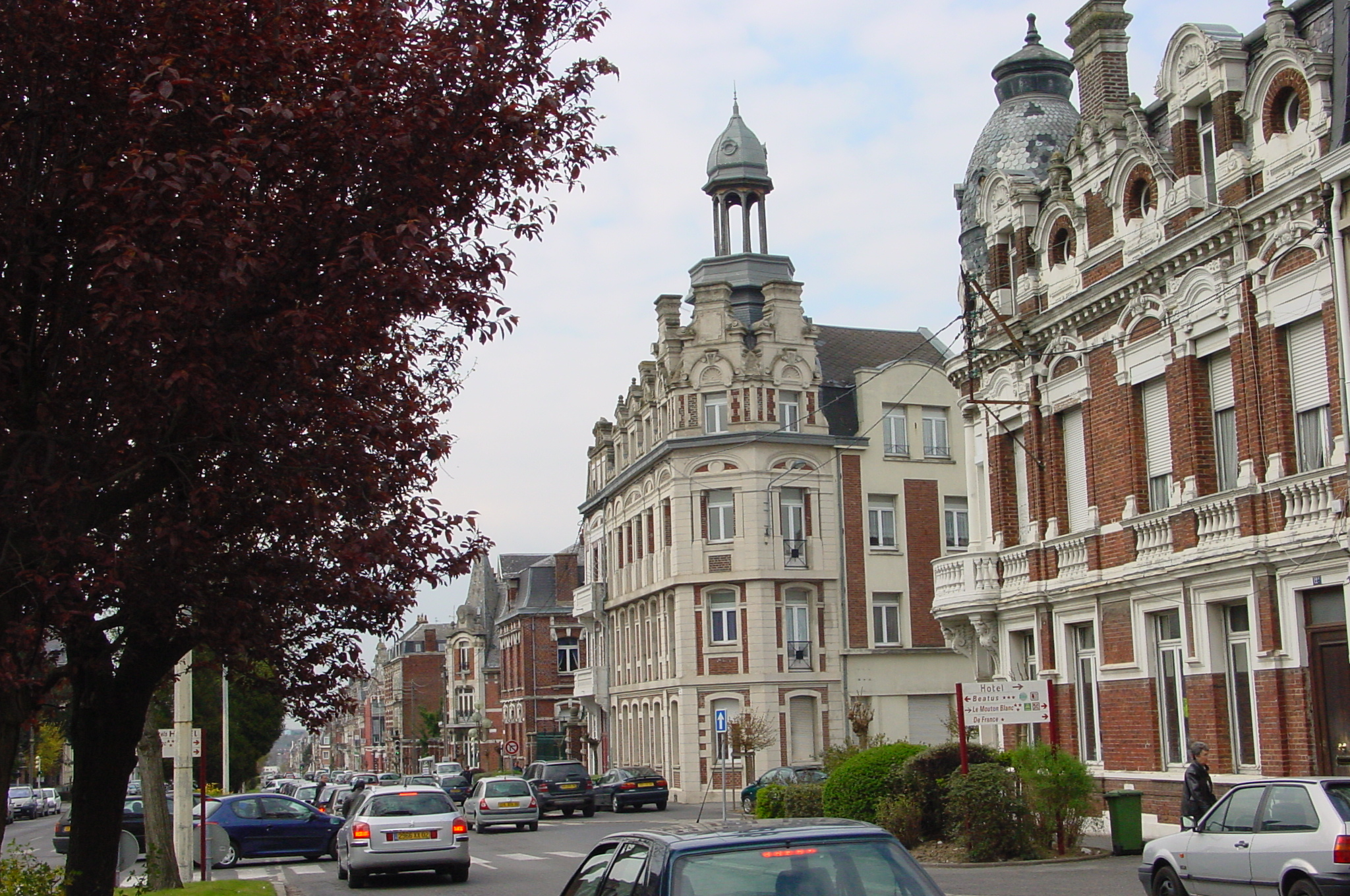
Бульвар Федерб
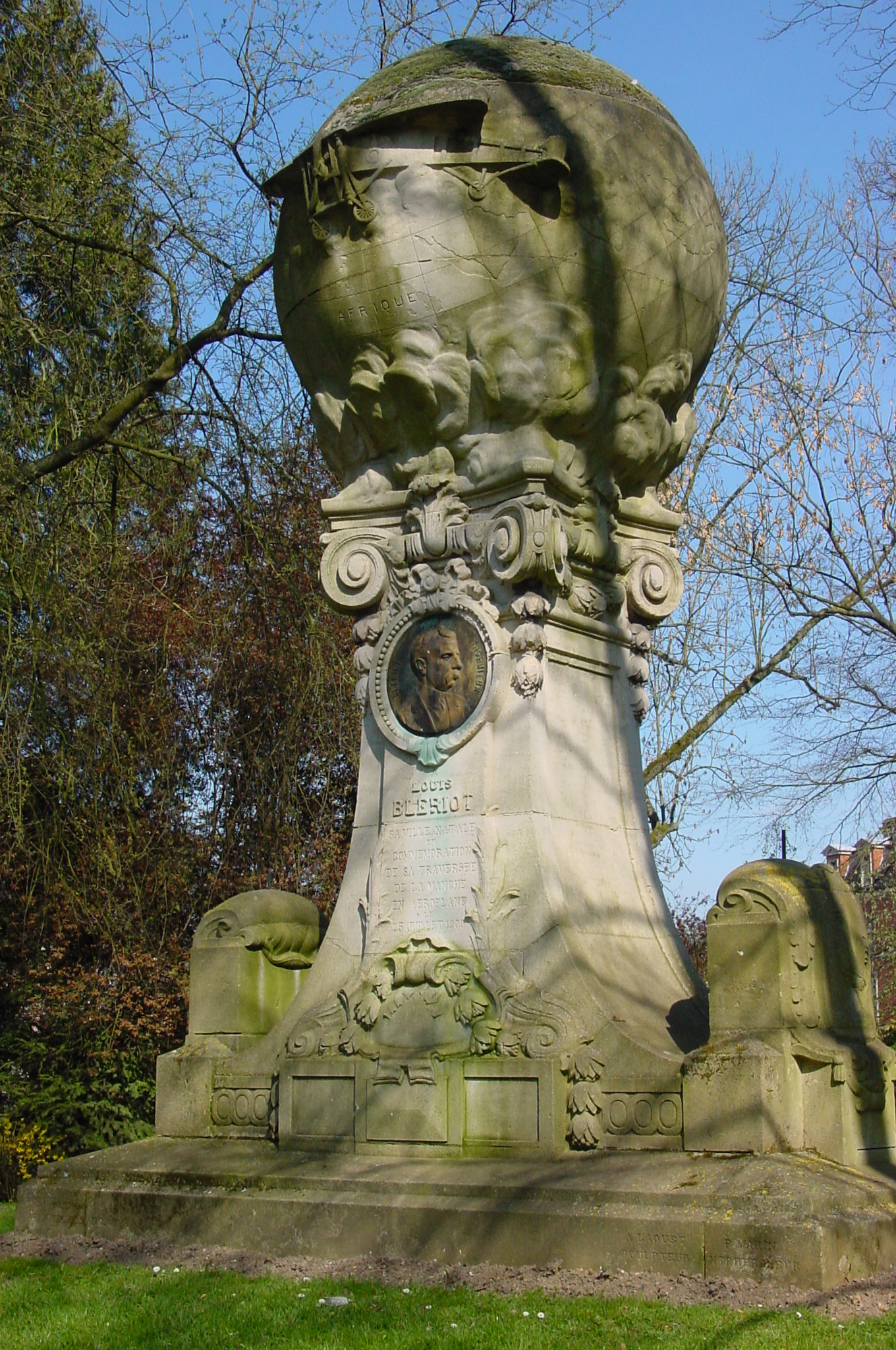
Памятник Луи Блерио
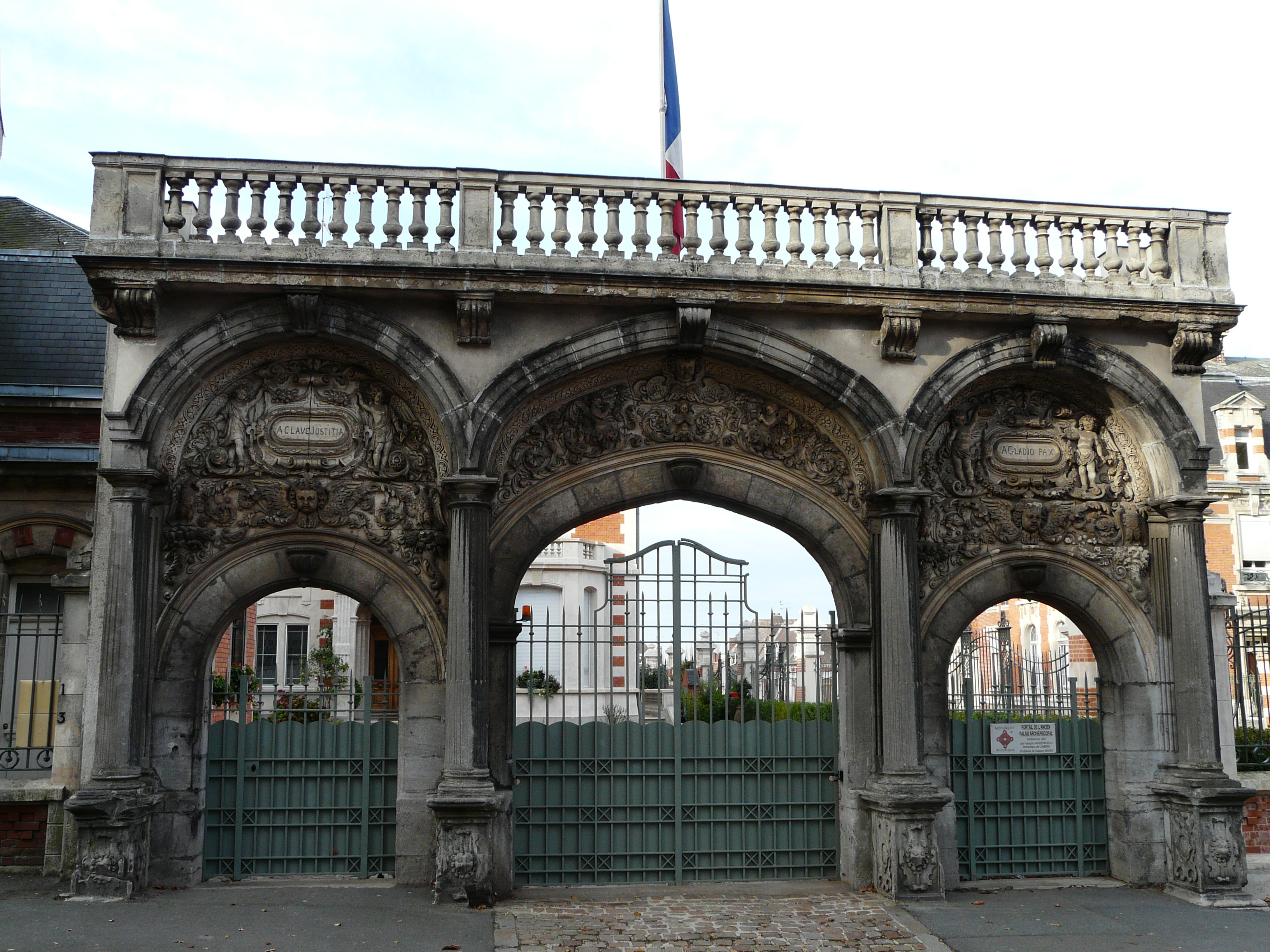
Уцелевшая часть епископского дворца